# Bacchisa dioica
Bacchisa dioica es una especie de escarabajo longicornio del género Bacchisa, tribu Astathini, subfamilia Lamiinae. Fue descrita científicamente por Fairmaire en 1878.

## Descripción
Mide 8,5-9 milímetros de longitud.

## Distribución
Se distribuye por China.